# 棚次辰吉

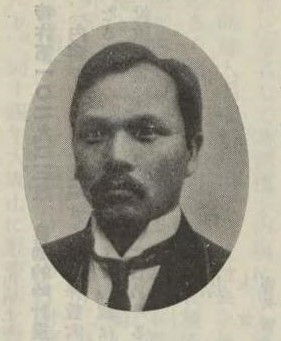
棚次辰吉

棚次 辰吉（たなつぐ たつきち、明治7年（1874年）10月15日 - 1958年5月19日）は、日本の発明家、実業家。
東かがわ市における手袋産業の育ての親とされる人物である。東かがわ市の白鳥神社の敷地内にある手袋神社に銅像がある。

## 生涯
讃岐国大内郡松原村（現在の香川県東かがわ市松原）出身。明治22年に教蓮寺に奉公に出る。明治24年に大阪に行き、メリヤス商店に入り、従兄弟の両児舜礼の下で手袋などの製造販売を修得する。明治27年に独立した。明治30年にメリヤス加工のミシンを考案した。明治32年に教蓮寺内に積善商会を起こし、手袋の製造を始める。大正5年に大阪手袋工場を創業した。
その後、第一次世界大戦の特需により、東かがわ市内に手袋会社や工場が多く作られ、現在まで続く東かがわ市における手袋産業発展のきっかけになった。

## 特許
- 特許第4185号 飾縫機
- 特許第96952号 手掌大小測定機